# Cordon Bleu

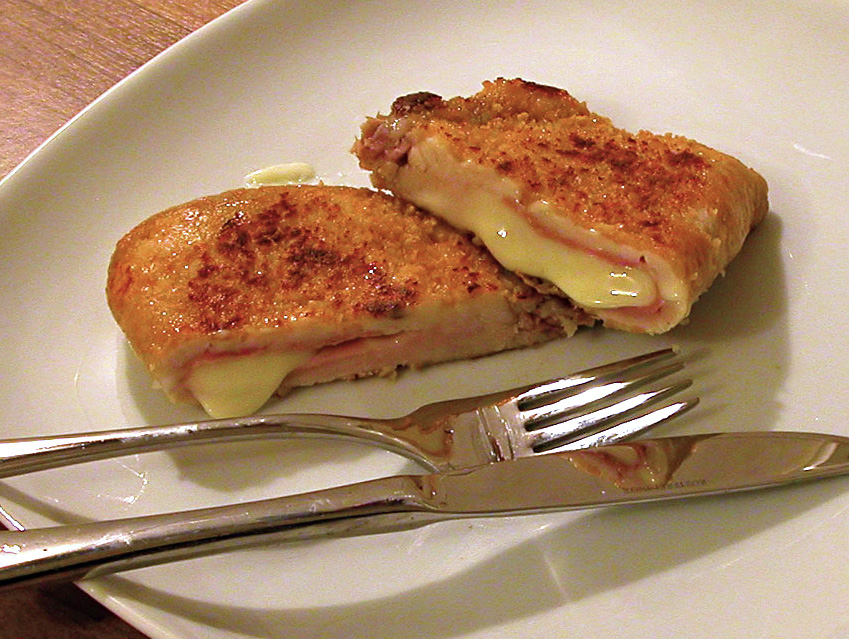
Um Schnitzel Cordon Bleu, como servido na Suíça.

Bife à Cordon Bleu ou apenas Cordon Bleu é um tipo de panado em que a carne (originalmente de vaca) é recheada, tradicionalmente com fiambre (ou presunto) e queijo, antes da fritura. Normalmente, os bifes são batidos para ficarem mais finos e mais macios, por vezes marinados em vinho ou vinagre, e temperados com sal e pimenta; depois são recheados com fatias de fiambre ou presunto (em Portugal, a palavra fiambre usa-se exclusivamente para o presunto cozido, em vez de curado a frio) e queijo mozarela, gouda ou processado, e presos com palitos; passam-se por farinha (opcional), ovos batidos ou uma mistura de claras de ovos e água, e finalmente por pão ralado (farinha de rosca), e fritos em óleo quente. Servem-se acompanhados de arroz ou batata e salada.
Os panados à Cordon Bleu podem também ser preparados com filetes de peito de frango, com carne moída e opcionalmente enrolados. Nos EUA, é comum servir estes panados com um molho (“gravy”) e assá-los no forno, em vez de fritar.
Mais recentemente, apareceram versões kosher ou halal, ou seja, com o presunto de porco substituído por fiambre de peru, para poderem ser consumidos por judeus e muçulmanos.

## História
Apesar da instituição Le Cordon Bleu, que se tornou na referência mundial da “haute cuisine”, seja originalmente francesa e tenha começado como uma organização de nobres, durante a Idade Média, os pratos com este nome aparentemente só se encontram documentados na culinária dos Estados Unidos desde meados do século XX.